# Oculus Rift

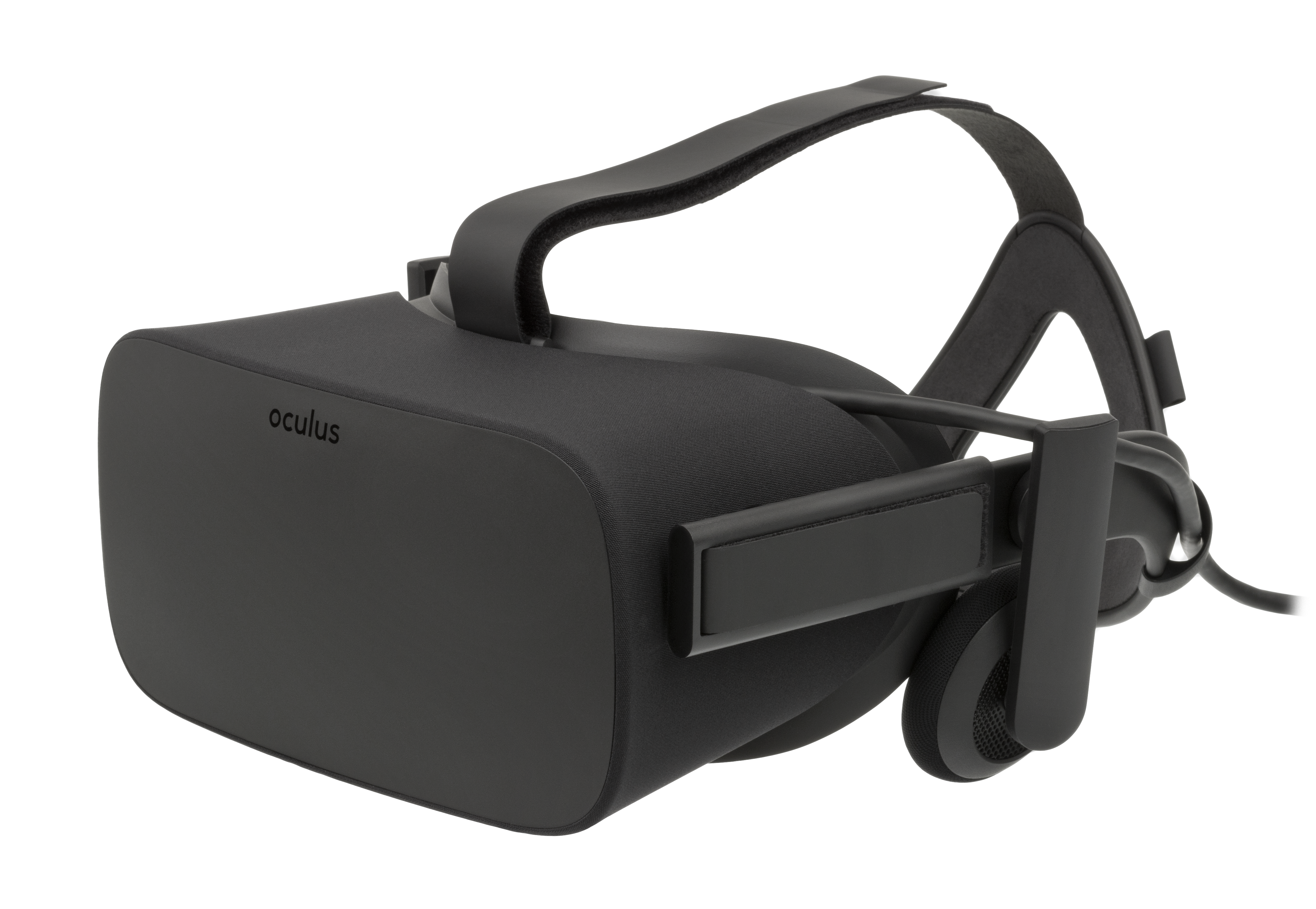
Oculus Rift CV1

Oculus Rift (Oculus Rift CV1) – gogle wirtualnej rzeczywistości stworzone przez firmę Reality Labs (wcześniej Oculus) wydane 26 marca 2016 roku.
W roku 2012 firma Oculus zorganizowała zbiórkę pieniędzy na serwisie Kickstarter, która ostatecznie zebrała 2,437,429 USD. Popularność projektu przyczyniła się do zakupu firmy przez przedsiębiorstwo Facebook.
Rift doczekał się różnych modeli przedprodukcyjnych, z których około pięć zostało zaprezentowanych publicznie przed premierą komercyjną. Dwa z tych modeli zostały wysłane do wspierających, oznaczone jako: DK1 w połowie 2013 roku i DK2 w połowie 2014 roku. Miały zapewnić deweloperom platformę do tworzenia treści na czas przed premierą Rifta. Oba modele zostały jednak zakupione także przez wielu entuzjastów, którzy chcieli uzyskać wczesny podgląd technologii. Rift doczekał się komercyjnej premiery w marcu 2016 roku w postaci modelu Oculus Rift CV1, który został wycofany z produkcji w marcu 2019 roku wraz z premierą jego następcy, Oculus Rift S.

## Historia
1 sierpnia 2012 roku, dwa miesiące po założeniu firmy, Oculus VR rozpoczęło kampanię na Kickstarterze dla swojego pierwszego zestawu rzeczywistości wirtualnej o nazwie Rift. Głównym celem Kickstartera było stworzenie prototypu Oculus Rift, obecnie określanego jako DK1 (Development Kit 1), aby deweloperzy mogli rozpocząć integrację urządzenia z ich grami. Zestaw DK1 został przekazany jako nagroda dla tych, którzy wpłacili 300 lub więcej dolarów na Kickstarterze, a później był sprzedawany publicznie za 300 dolarów na stronie internetowej firmy. Zestawy te sprzedawały się w tempie 4–5 sztuk na minutę przez pierwszy dzień.

### Development Kit 1

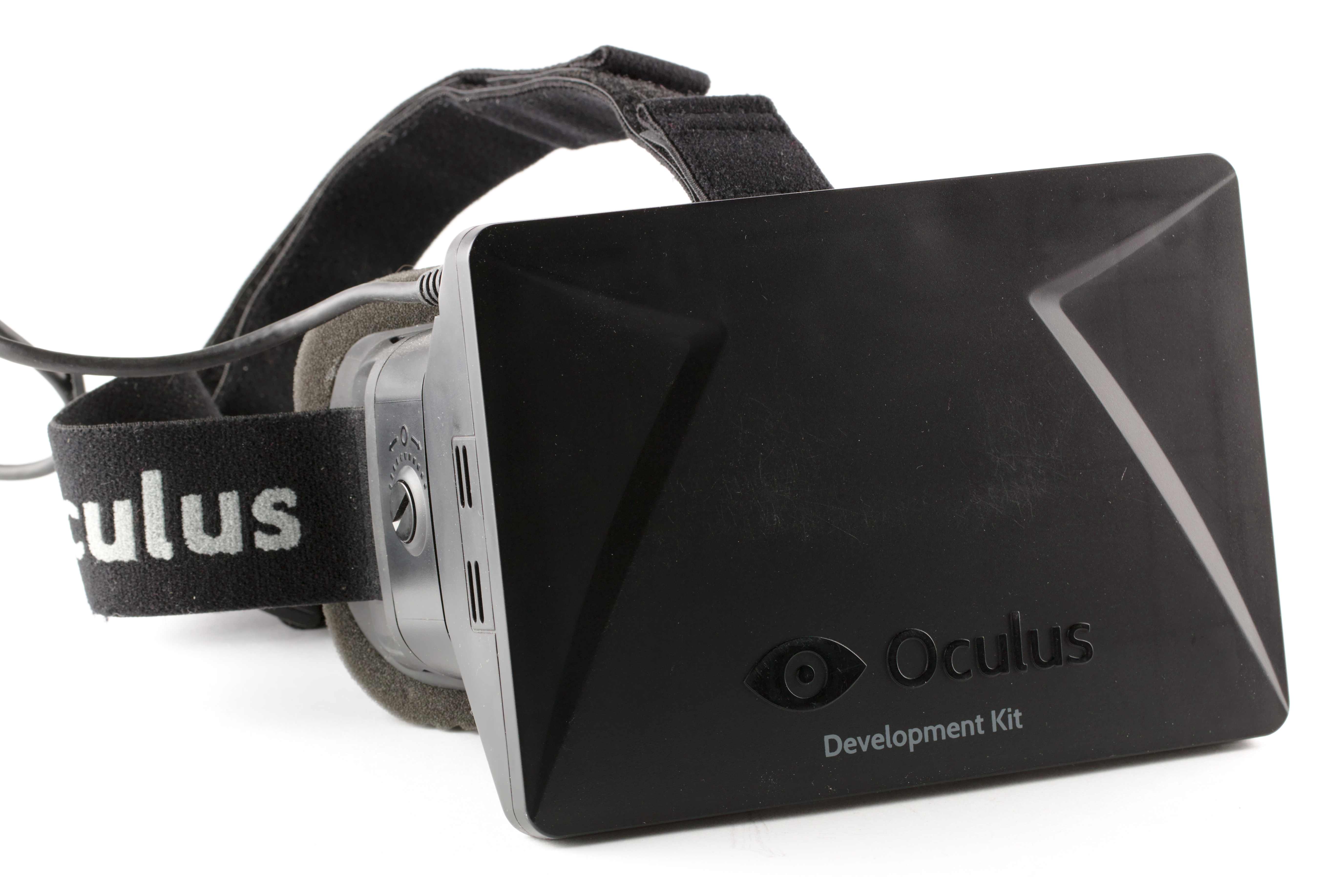
Rift DK1

Rift DK1 został wydany 29 marca 2013 roku. Wykorzystuje on ekran o przekątnej 7 cali (18 cm) o znacznie krótszym czasie przełączania pikseli niż oryginalny prototyp, co zmniejsza opóźnienia i rozmycie ruchu przy szybkim obracaniu głowy. Lepsze jest także wypełnienie pikseli, co zmniejsza efekt "drzwi ekranowych" i sprawia, że pojedyncze piksele są mniej widoczne. Ekran LCD jest jaśniejszy, a głębia kolorów wynosi 24 bity na piksel. Pole widzenia (FOV) wynosi ponad 90 stopni w poziomie (110 stopni po przekątnej), co stanowi główną zaletę urządzenia. Rozdzielczość wynosi 1280×800 (proporcje 16:10), co daje efektywne 640×800 na oko (4:5).
Początkowe prototypy korzystały z trackera Hillcrest Labs 3DoF, który normalnie pracuje z częstotliwością 125 Hz, a specjalny firmware zamówiony przez Johna Carmacka sprawia, że działa on z częstotliwością 250 Hz. DK1 zawierał także wymienne soczewki, które mają umożliwiać prostą korekcję dioptryczną.
We wrześniu 2014 roku udostępniono publicznie cały kod źródłowy Rift DK1, w tym firmware, schematy i elementy mechaniczne urządzenia. Oprogramowanie sprzętowe zostało udostępnione na uproszczonej licencji BSD, natomiast schematy i elementy mechaniczne na licencji Creative Commons Attribution 4.0 International License.

### Development Kit 2

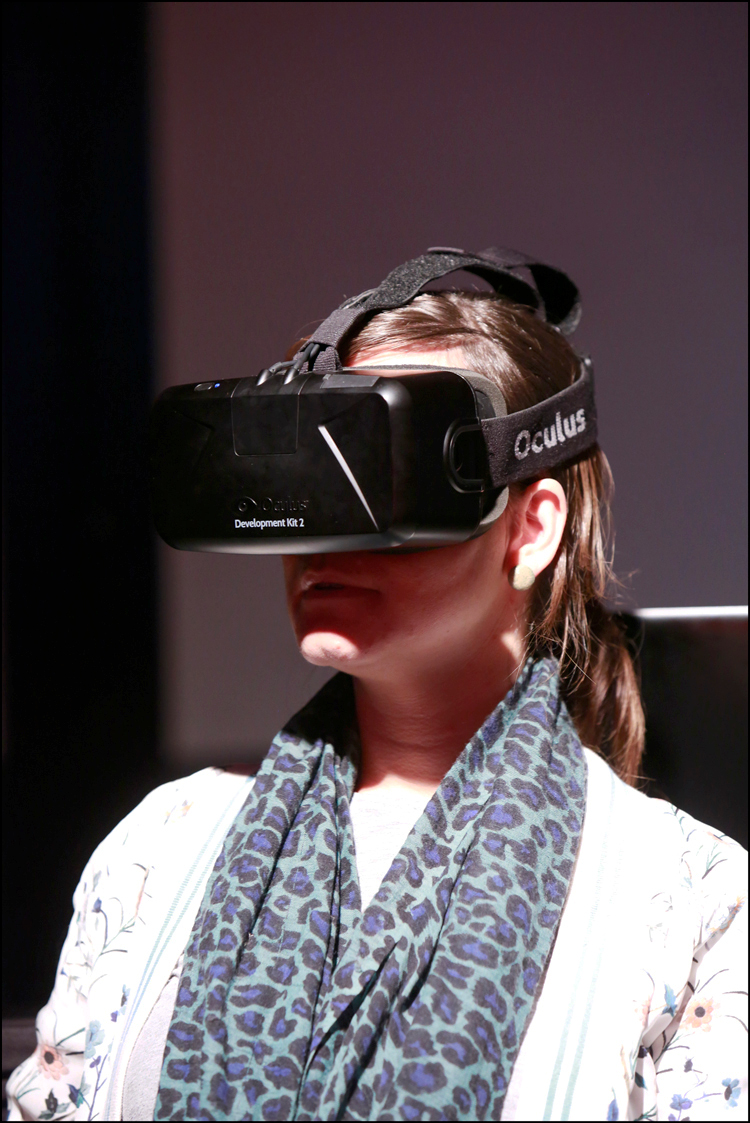
Kobieta używająca Rift Development Kit 2

Oculus rozpoczął sprzedaż Development Kit 2 (DK2) w lipcu 2014 r. DK2 zawiera kilka kluczowych ulepszeń w porównaniu z DK1, takie jak wyświetlacz OLED o wyższej rozdzielczości (960×1080 na oko) i niskim współczynniku persystencji, wyższa częstotliwość odświeżania, śledzenie pozycji oraz odpinany kabel.
Po rozebraniu DK2 na części okazało się, że zawiera on zmodyfikowany wyświetlacz smartfona Samsung Galaxy Note 3, w tym przedni panel z samego urządzenia.
W lutym 2015 roku Oculus ogłosił, że do tego momentu wysłano ponad 100 000 sztuk DK2.

### Crescent Bay
We wrześniu 2014 roku Oculus po raz kolejny zaprezentował zaktualizowaną wersję Rifta, o nazwie kodowej Crescent Bay. Wersja ta ma większą rozdzielczość niż DK2, mniejszą wagę, wbudowane głośniki i możliwość śledzenia 360 stopni dzięki obecności śledzących diod LED z tyłu zestawu słuchawkowego.

### Wersja konsumencka
Firma Oculus VR ogłosiła 6 maja 2015 r., że wersja konsumencka Rift trafi do sprzedaży w pierwszym kwartale 2016 r., a 25 marca 2016 r. rozpoczęła się wysyłka pierwszej partii gogli do konsumentów.
Wersja konsumencka jest ulepszoną wersją prototypu Crescent Bay, wyposażoną w wyświetlacze per-eye o rozdzielczości 1080×1200, pracujące z częstotliwością 90 Hz, 360-stopniowe śledzenie pozycji, zintegrowany dźwięk, znacznie zwiększoną głośność śledzenia pozycji oraz duży nacisk na ergonomię i estetykę.

### Oculus Rift S
Oculus Rift S to ulepszona wersja Oculus Rift, wydana we wrześniu 2019. Wraz z jej premierą zakończyło się wsparcie dla gogli Oculus Rift.